# Никола Танев
Никола Димитров Танев е български художник живописец, един от изтъкнатите български художници-пейзажисти с жизнерадостен колорит. Уредил е 55 самостоятелни изложби – 28 в България и 27 в чужбина. Неговото ателие и жилище в София са превърнати в музей.

## Произход и образование
Роден е на 5 декември 1890 г. в Свищов в семейството на Димитър и Елисавета Таневи. Баща му произхожда от богат свищовски род, занимава се с търговия и притежава фабрика във Влашко. Той е един от хората, помогнали организирането и въоръжаването на Ботевата чета. След Руско-турската война семейството се завръща в Свищов, а по-късно се премества в Княжево край София, където бащата работи като контрольор в спиртната фабрика. Имат общо 6 деца – Стефан, Никола, Методи, Нела, Маруся и Софи. Брат му Стефан става известен журналист, главен редактор на вестник Утро.
Още преди да завърши гимназия, през 1905 г. Никола предприема пътуване до Париж с баща си и брат си Методи и прекарва няколко години в печатарското училище в Ноази льо Гран, Сен-е-Оаз. В периода 1908 – 1912 г. учи в Парижката академия за декоративни изкуства при проф. Пол Реноар и проф. Манжан. През 1910 г. посещава Клод Моне и става негов ученик. През през 1912 г. се завръща в София и прави първата си изложба в Тръпковата галерия в София, която има голям успех.

## Пътешествия и творчество
Танев пътува много и за около 40 години обикаля много страни в Европа: Париж, Стокхолм, Берлин, Рим, Мюнхен, Венеция, Милано, Виена, Варшава и много други.
След Първата световна война живее със съпругата си Миша за известно време в Германия. В края на 1921 г. пристига в Манхайм, където е поканен да направи изложба в престижното Манхаймско художествено дружество, което по това време се помещава в Художествената галерия Манхайм.
В периода 1921 – 1923 г. живее и прави изложби в Австрия и Германия.
Танев пътува много и в България, посещава Подбалкана, Тракия, Родопите, Черноморието и Добруджа. През 1926 г. прави изложбата „Едно лято в България“. На следващата година посещава Карлово и се връща там многократно през следващите години. От 1927 г. започва карловският му цикъл с пейзажи, отразяващи пазарите, дворовете, къщите с бели стени и много саксии, кръчмички и воденици – всички озарени от слънцето. Тук се оформя характерният му ярък и цветист колорит. Същата година прави изложба в София, която се отличава коренно от всичко дотогава. В края на годината се отправят с Миша със самолет за изложба в Прага и те са първите български пътници на задгранично пътуване.
След изложбата в Прага следват Бърно и Венеция и през пролетта на 1928 г. семейството е в Рим. Значителна част от картините на изложбите му са откупени и остават в обществени и частни колекции в Европа.
През 1931 г. семейството си закупува апартамент в София.
Никола Танев е излагал свои творби на 28 самостоятелни изложби в България и 27 в Италия, Франция, Германия, Испания, Швеция, Румъния и др.

## След 9 септември 1944
След Деветосептемврийския преврат Никола Танев е обявен за „буржоазен художник“ и е задържан, както и други художници, писатели, журналисти, музиканти, обявени за народни врагове – Константин Щъркелов, Александър Добринов, Александър Божинов. Арестуван е на 26 септември 1944 година. Не са му повдигнати обвинения. В ареста е инквизиран, затворен е в Дома на слепите, където е убит Райко Алексиев. В края на годината го преместват в Централния затвор. Там в двора му среща арестувания си брат Стефан Танев, като и двамата са толкова променени от изтезанията, че едва се разпознават. По-късно е затворен под стълбището („кучешкото помещение“) в дома на Атанас Буров на ул. „Московска“ 41. Самият той оставя записка: „Крум Кюлявков е мой физически убиец. Той ме задържа на 26 септември 1944 г. в Дирекцията на милицията. Без причина, а само за да ми вземе квартирата, която не му хареса“. Пуснат е от затвора благодарение на ходатайства, сред които е това на Валентина Чимширова, племенница на генерал Владимир Заимов, с която има две деца.
След това Танев рисува предимно пернишките мини и булевардите на София. Включва се в бригадирското движение като бригадир на линията Перник – Волуяк и Ловеч – Троян. Здравето му е сериозно увредено от мъченията и скоро получава инсулт и се парализира през 1949 г. През 1951 г. получава инфаркт на миокарда, страда и от тежка невроза, връхлитат го мисли за самоубийство.
През последните 14 години от живота си, когато е инвалид, е подвижна само лявата му ръка. Създава две картини с нея, които не се знае къде се намират. През 1955 г. е обявен за заслужил художник и така със съпругата си могат поне да преживяват.
Умира на 23 юли 1962 г. в София след втори инфаркт. Завещава цялото си движимо и недвижимо имущество на Института за изобразително изкуство към БАН, като къщата му днес е музей.

## Семейство
На 23-годишна възраст Никола Танев се жени за Димитрия Георгиева (Миша), учителка. През 1933 – 36 г. има връзка и с Валентина Чемширева, от която има две деца.